# Tiếng Tamang

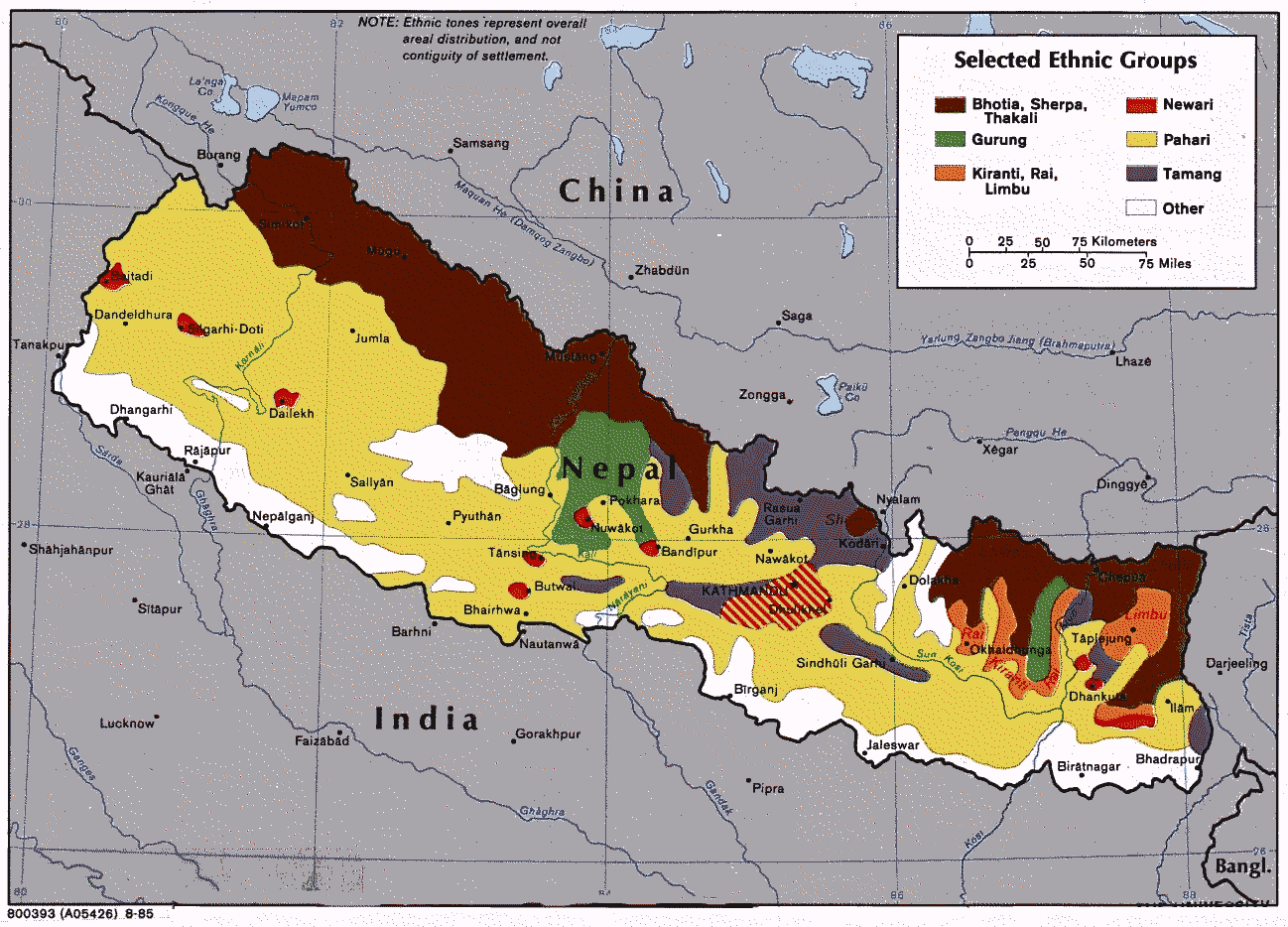
Các nhóm dân tộc được chọn của Nepal; Bhotia, Sherpa, Thakali, Gurung, Kirant, Rai, Limbu, Nepal Bhasa, Pahari, Tamang (lưu ý rằng các lãnh thổ của Kulu Rodu (Kulung) bị đánh dấu nhầm là lãnh thổ Tamu/Gurung trong bản đồ này)

Tiếng Tamang (Devanagari: तामाङ; tāmāṅ) là một thuật ngữ dùng để chỉ chung một cụm phương ngữ nói bởi người Tamang sống chủ yếu ở Nepal, Sikkim, Tây Bengal (chủ yếu là huyện Darjeeling - पश्चिम बङ्गाल राज्यको दार्जीलिङ जिल्लाको बिभिन्न भूभाग), một số bộ phận của Assam và miền Đông Bắc. Nó bao gồm Tamang Đông, Tamang Tây Bắc, Tamang Tây Nam, Tamang Gorkha Đông và Tamang Tây. Sự tương đồng về mặt ngôn ngữ giữa Tamang Đông (được coi là nổi bật nhất) và các phương ngữ Tamang khác thay đổi từ 81% đến 63%. Để so sánh, sự tương đồng từ vựng giữa tiếng Tây Ban Nha và tiếng Bồ Đào Nha, ước tính khoảng 89%.

## Phương ngữ
Ethnologue chia tiếng Tamang thành các phương ngữ không hiểu được lẫn nhau như sau:
- Tamang Đông: 759.000 người ở Nepal (2000 WCD). Tổng dân số tất cả các nước: 773.000, có các phương ngữ con sau. 
  - Tamang ngoài Đông (Tamang Sailung)
  - Tamang Trung Tâm-Đông (Tamang Temal)
  - Tamang Tây Nam (Kath-Bhotiya, Lama Bhote, Murmi, Rongba, Sain, Tamang Gyoi, Tamang Gyot, Tamang Lengmo, Tamang Tam)
- Tamang Tây: 323.000 người (2000 WCD), có các phương ngữ con sau. 
  - Trisuli (Nuwakot)
  - Rasuwa
  - Phương ngữ Tây Bắc của Tamang Tây (Dhading) - mã ISO riêng. Dân số 55.000 (điều tra dân số năm 1991), nói tại dải núi trung tâm của huyện Nuwakot, Bagmati Pradesh.
  - Phương ngữ Tây Nam của Tamang Tây
- Tamang Đông Gorkha: 4.000 người (2000 WCD), có các phương ngữ con như sau. 
  - Kasigaon
  - Kerounja

Tiếng Tamang là ngôn ngữ Hán-Tạng được sử dụng rộng rãi nhất Nepal.

## Phân bố
Ethnologue cung cấp thông tin vị trí sau đây cho các phương ngữ Tamang.
Tamang Đông
- Bagmati Pradesh: Huyện Bhaktapur, huyện Chitwan, huyện Dolkha, huyện Kathmandu, huyện Kavrepalanchok, huyện Lalitpur, huyện Makwanpur, mạn đông huyện Nuwakot, huyện Ramechhap, huyện Sindhuli và huyện Sindhupalchowk
- Tỉnh số 1: huyện Okhaldhunga, mạn tây huyện Khotang và huyện Udayapur

Tamang Tây Nam
- Bagmati Pradesh: Huyện Chitwan, mạn nam huyện Dhading, mạn tây và tây bắc của huyện Kathmandu và mạn tây bắc huyện Makwanpur
- Tỉnh số 2: huyện Bara, huyện Parsa và huyện Rautahat

Tamang Tây
- Bagmati Pradesh: Mạn tây huyện Nuwakot, huyện Rasuwa và huyện Dhading
- Dải núi trung tâm huyện Nuwakot, tỉnh số 3 (Tamang Tây Bắc)
- Mạn đông bắc huyện Sindhupalchok, tỉnh số 3: Bhote Namlan và Bhote Chaur, trên bờ sông Trishuli phía tây về phía sông Budhi Gandaki
- Mạn tây bắc huyện Makwanpur, tỉnh số 3: Phakel, Chakhel, Khulekhani, Markhu, Tistung và Palung
- Mạn bắc huyện Kathmandu, tỉnh số 3: Jhor, Thoka và Gagal Phedi

Tamang Đông Gorkha
- Mạn nam và mạn đông của Jagat, mạn bắc huyện Gorkha, Gandaki Pradesh

## Ngữ pháp
Một số đặc điểm ngữ pháp tiếng Tamang là:
- Thứ tự từ SOV
- Giới từ đứng sau từ nó bổ nghĩa (nhà trong chứ không phải trong nhà);
- Từ sở hữu đứng sau danh từ;
- Từ hỏi đứng giữa mệnh đề;
- Đây là ngôn ngữ khiến cách–tuyệt cách;
- Cấu trúc âm tiết CV, CVC, CCV, V, CCVC;

Tiếng Tamang là ngôn ngữ thanh điệu.

## Âm vị học

### Phụ âm
|          |          | Môi | Răng/ Chân răng | Quặt lưỡi | Vòm | Ngạc mềm | Thanh hầu |
| -------- | -------- | --- | --------------- | --------- | --- | -------- | --------- |
| Tắc      | vô thanh | p   | t               | ʈ         |     | k        |           |
| Tắc      | bật hơi  | pʰ  | tʰ              | ʈʰ        |     | kʰ       |           |
| Tắc      | vòm hoá  | pʲ  | tʲ              | ʈʲ        |     | kʲ       |           |
| Tắc      | môi hoá  | pʷ  | tʷ              | ʈʷ        |     | kʷ       |           |
| Tắc xát  | vô thanh |     | ts              |           |     |          |           |
| Tắc xát  | bật hơi  |     | tsʰ             |           |     |          |           |
| Tắc xát  | vòm hoá  |     | tsʲ             |           |     |          |           |
| Tắc xát  | môi hoá  |     | tsʷ             |           |     |          |           |
| Xát      | Xát      |     | s               |           |     |          | h         |
| Mũi      | Mũi      | m   | n               |           |     | ŋ        |           |
| R        | R        |     | r               |           |     |          |           |
| Tiếp cận | Tiếp cận | w   | l               |           | j   |          |           |

### Nguyên âm
|      | Trước | Sau  |
| ---- | ----- | ---- |
| Đóng | i iː  | u uː |
| Vừa  | e eː  | o oː |
| Mở   | a aː  | a aː |

Có khi nguyên âm mũi hoá xuất hiện (thể hiện bằng dấu "ngã" như trong [ã]).

### Thanh điệu
Có bốn thanh: cao giáng [â], vừa lên cao [á], vừa xuống thấp [à], rất thấp [ȁ].

## Hệ thống chữ viết
Tiếng Tamang sử dụng Tam-Yig. Tuy nhiên, trong nhiều trường hợp, tiếng Tamang được viết bằng chữ Devanāgarī nhiều hơn.